# Julien Kaboré

Bischofswappen von Julien Kaboré

Julien Kaboré (* 18. Juni 1968 in Zorgho) ist ein burkinischer römisch-katholischer Geistlicher, Erzbischof und Diplomat des Heiligen Stuhls.

## Leben
Julien Kaboré studierte Philosophie und Theologie und empfing am 8. Juli 1995 das Sakrament der Priesterweihe für das Erzbistum Koupéla.
Er erwarb einen Abschluss in Kanonischem Recht und trat zum 1. Juli 2004 in den diplomatischen Dienst des Heiligen Stuhls ein. Er war in den Nuntiaturen in Kenia, Papua-Neuguinea, Costa Rica, Korea, Kroatien, Trinidad und Tobago, auf den Philippinen sowie in Irland eingesetzt, zuletzt im Rang eines Nuntiaturrats.
Papst Franziskus ernannte ihn am 29. Juni 2024 zum Titularerzbischof pro hac vice von Milevum und zum Apostolischen Nuntius in Ghana. Kardinalstaatssekretär Pietro Parolin spendete ihm am 14. September desselben Jahres im Petersdom die Bischofsweihe. Mitkonsekratoren waren der Pro-Präfekt des Dikasteriums für die Evangelisierung, Luis Antonio Kardinal Tagle, und der emeritierte Erzbischof von Koupéla, Séraphin François Rouamba.
Julien Kaboré spricht englisch, italienisch und spanisch.